# Izrael na Zimowych Igrzyskach Olimpijskich 1998
Izrael na Zimowych Igrzyskach Olimpijskich 1998 reprezentowało 3 zawodników. Był to drugi start Izraela na zimowych igrzyskach olimpijskich.

## Dyscypliny

### Łyżwiarstwo figurowe

#### Mężczyźni
- Micha’el Szmerkin
  - soliści - 18. miejsce

#### Pary taneczne
- Galit Chait, Siergiej Sachnowski - 14. miejsce